# Freie Evangelische Schule Lahr
Die Freie Evangelische Schule Lahr (FES Lahr) ist eine staatlich anerkannte Ersatzschule in Lahr in freier Trägerschaft, die als evangelische Bekenntnisschule Ausbildung und Erziehung nach christlichen Maßstäben anbietet. Derzeit beschäftigt die Schule um die 46 Lehrpersonen und hat insgesamt etwa 575 Schüler, die auf 28 Klassen verteilt sind. Die FES Lahr wurde 1995 gegründet und ist die einzige Freie Evangelische Bekenntnisschule im Ortenaukreis.

## Geschichte
Im Jahre 1995 wurde durch Walter Rudolph die „Freie Evangelische Schule Lahr“ mit acht Grundschülern gegründet. Dem Start der Grundschule folgte im Schuljahr 1998 die Gründung einer Werkrealschule und einer Realschule. Seit 2003 gibt es darüber hinaus den gymnasialen Zweig, der zwischenzeitlich als G9 genehmigt ist. Die FES Lahr versteht sich als „Schule unter einem Dach“ und ist als Verbundschule eine organisatorische Einheit. Unterstützt wurde die Schule vom Kultusminister Helmut Rau und Joachim Schwab vom Staatlichen Schulamt Offenburg.

### Trägerverein
Träger der Schule ist der als gemeinnützig anerkannte Verein „Freie Evangelische Schule Lahr e.V.“. Der Verein wurde durch eine Elterninitiative, zunächst als Förderverein, 1992 gegründet. Das Ziel war damals die Gründung einer evangelischen Bekenntnisschule. Heute wird der Schulbetrieb überwiegend von hauptberuflichen Mitarbeitern aufrechterhalten. Mitglied des Vereins können Personen werden, die sich zur Grundsatzerklärung der Evangelischen Allianz bekennen und den Verein in seinem Zweck unterstützen wollen. Der Verein ist Mitglied im Verband Evangelischer Bekenntnisschulen VEBS. In diesem Verband haben sich deutschlandweit über 30 Mitgliedschulen organisiert.

## Ziele
Die Lehrkräfte sehen ihre Aufgabe darin, fachliche, personale und soziale Kompetenz zu vermitteln. Das geschieht im Rahmen eines christlichen Weltverständnisses. Gemäß ihrem Leitbild geht die Schule von einem „biblischen Menschenbild“ aus und nimmt den evangelischen Glauben als Basis; sie steht aber ausdrücklich allen Bevölkerungsgruppen offen.
Dabei geht es um die Optimierung des vierfachen Kerngeschäftes:
- ein fruchtbarer pädagogischer Bezug zwischen der Lehrkraft und dem Kind
- ein effizienter Unterricht
- eine positive Schulgemeinschaft
- eine glaubwürdige Werte- und Sinnorientierung

Als Leitidee wurde der Satz „Wir bilden und erziehen im Wissen um Herkunft, Sinn und Ziel“ geprägt.

## Schulbetrieb

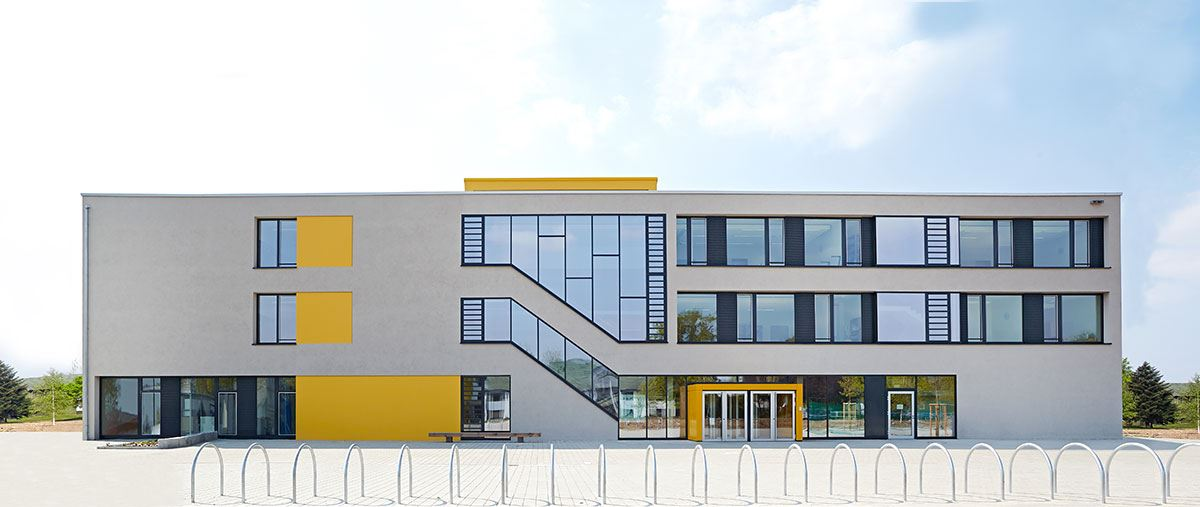
Eingangsfassade

### Schulcampus
Im September 2011 hat die Schule auf dem Flugplatzgelände nördlich des Möbelgeschäftes Hugelmann ein 10 544 Quadratmeter großes Grundstück gekauft, auf dem zuerst eine Grundschule für rund 300 Kinder entstanden ist. Zuvor erfolgte der Unterricht 18 Jahre in den ehemaligen Militärbaracken auf dem Flugplatzgelände. 2014 wurde das neue Gebäude der Grundschule in einem Festakt eingeweiht und mit einem Tag der offenen Tür gefeiert. Der neue Standort liegt knapp 300 Meter von der bestehenden Schule entfernt, ein stichhaltiges Argument bei der schrittweisen Realisierung dieses Projekts. Die FES hat 4,7 Millionen Euro für die Grundschule für zwölf Klassen investiert. Die Investitionen für den gesamten Campus bezifferte Gerhard Hiller, der Vorsitzende des Trägervereins, auf rund 17 Millionen Euro, zuzüglich der Kosten für eine Schulturnhalle.
Rund zwei Drittel der Schüler werden seit September 2017 am neuen Standort unterrichtet. In einer Bauzeit von gerade einmal sechs Monaten hat die FES einen Neubau mit sieben Klassenzimmern und einem Fachraum für bildende Kunst geschaffen. Die Schule hat rund 900.000 Euro in die Hand genommen, um den Neubau und die Gestaltung der Außenanlagen auf dem knapp elf Hektar großen Schulgelände in Angriff zu nehmen.

### Mitarbeiter
Die Schule strebt in gemeinsamer Verantwortung von Schulträgern, Lehrern, Eltern und Schülern eine Erziehung und Bildung an, die eine gemeinsame christliche Werte- und Sinnorientierung widerspiegelt. Der Spruch „Für die Erziehung eines Kindes braucht es ein ganzes Dorf“ wird dort zu einem Leitprinzip.

### Logo
Das Bäumchen im Schullogo symbolisiert die Worte aus Psalm 1: „Der ist wie ein Baum, gepflanzt an Wasserbächen, der seine Frucht bringt zu seiner Zeit, und seine Blätter verwelken nicht; und was er macht, das gerät wohl.“ Der „Same“ wurde Anfang der Neunzigerjahre ausgestreut, als der Trägerverein für die FES Lahr von engagierten Christen gegründet wurde. Fast 600 Schüler besuchen heute die Grundschule (zweizügig), Werkreal-, Realschule und das Gymnasium (jeweils einzügig). Die maximale Klassengröße beträgt 24 Schüler.

## Grundschule

### Bildungsauftrag
Die Grundschule der FES Lahr orientiert sich im gesamten Schulalltag am christlichen Welt- und Menschenbild. Den Schülern wird durch Zuwendung, Anregung und Vermittlung der Lerninhalte die Förderung geboten, die zur Entwicklung ihrer Fähigkeiten und Fertigkeiten notwendig ist. Die Schule arbeitet nach dem Bildungsplan von Baden-Württemberg. Projektwochen, Ausflüge, Schul- und Klassenfeste und verschiedene andere Aktionen sollen das Schulleben bereichern. Die Grundschule bietet einen Lebens- und Erfahrungsraum, in dem Schüler und Lehrer gemeinsam mit den Eltern arbeiten und feiern können. An der Schule werden gegenseitige Wertschätzung, Rücksichtnahme, Hilfsbereitschaft und Vergebungsbereitschaft eingeübt. Dadurch kann eine Lernatmosphäre entstehen, die von Annahme und Vertrauen geprägt ist.

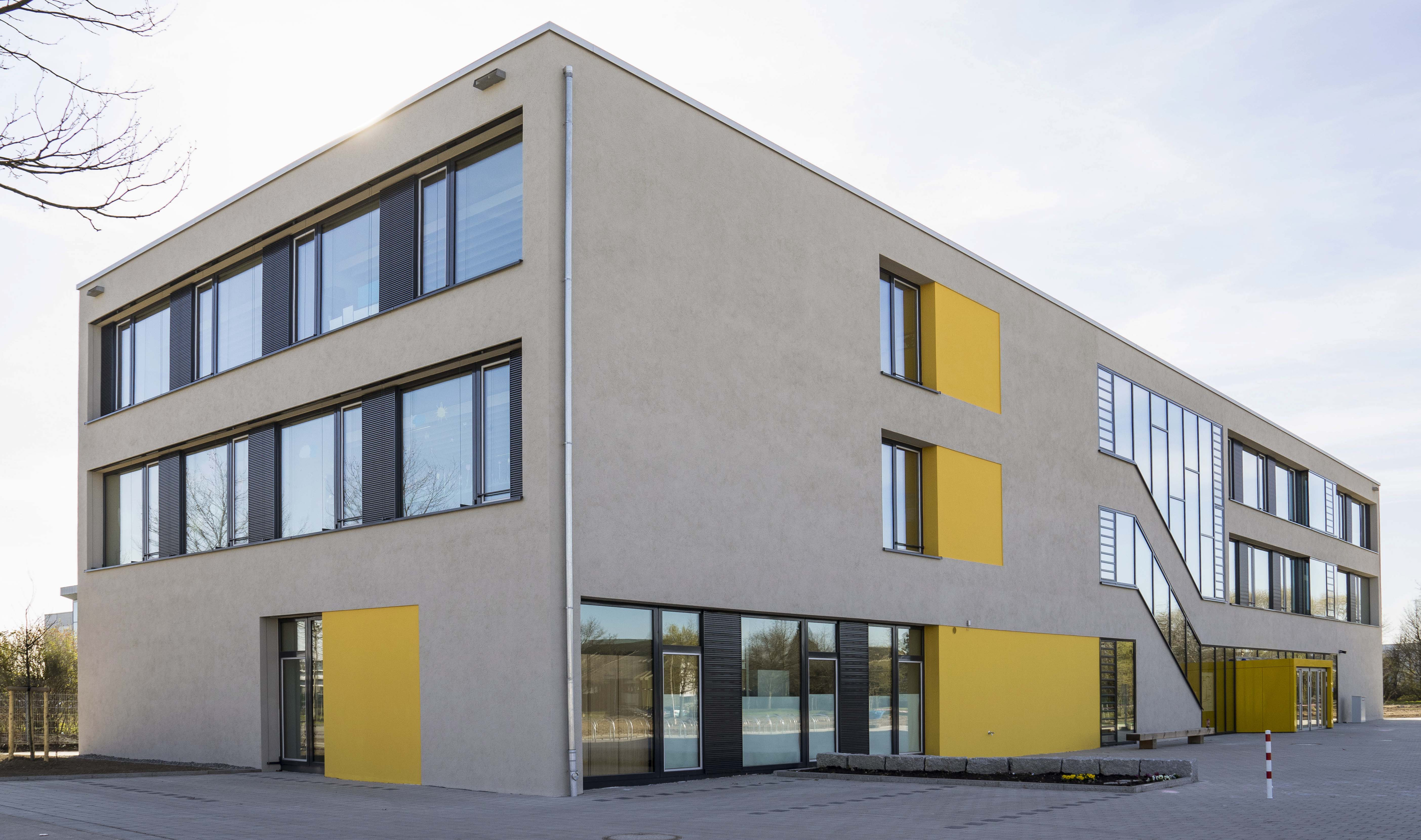
Grundschule FES

### Förderkurse
Die Schule hat ein strukturiertes Förderkonzept, das sich an den fachspezifischen Anforderungen der einzelnen Klassenstufen orientiert. Die Lehrer bieten jahrgangsspezifische Förderkurse für die Fächer Deutsch und Mathematik an. Wer an den Kursen teilnehmen sollte, entscheidet die jeweilige Fachlehrerin, in Absprache mit den Eltern.
- Die Förderstunden finden in den Randstunden statt, sodass kein regulärer Unterricht verpasst wird;
- Die maximale Gruppengröße beträgt 8 Kinder;
- Die Kurse werden in der Regel von den gleichen Fachlehrern gehalten, die auch in der jeweiligen Klassenstufe das Fach unterrichten. So können Inhalte aus dem Unterricht noch einmal aufgegriffen und in einer kleineren Lerngruppe besprochen werden.

### Projektwochen
Jährlich findet mindestens eine Projektwoche statt. In diesen Tagen sollen die Schüler sich ausgiebig mit einem Thema zu befassen und es mit allen Sinnen auf unterschiedliche Art erfassen. Im Schuljahr 2015–2016 führten alle Grundschulklassen gemeinsam das Musical „Diese Erde ist dein Garten“ auf.

## Werkrealschule
Die Werkrealschule der FES Lahr ist konzipiert nach der Vorgabe des neuen Werkrealschulprofils des Landes Baden-Württemberg. Ziel ist eine solide, verwertbare Allgemeinbildung, die über einen 6-jährigen Bildungsgang auch zum mittleren Bildungsabschluss führt. Die Balance zwischen Anleitung und Selbsttätigkeit sichert die Vermittlung von berufsorientiertem Basiswissen in Deutsch, Mathematik, Englisch und den Profilfächern. In Klasse 8 und 9 wird je nach Interesse Unterricht in Wahlfächern (Gesundheit und Soziales, Natur und Technik, Wirtschaft und Informationstechnik) erteilt. Ein Abschluss ist nach der Klasse 10 (Mittlere Reife) oder auch nach der Klasse 9 (Hauptschulabschluss) möglich.

### Erlebnispädagogik
„Selbstvertrauen entwickeln, Verantwortung übernehmen, sich anderen anvertrauen können“ sind die Ziele der regelmäßigen erlebnispädagogischen Aktionen in den Werkrealschulklassen. Die Schüler in dieser Schulart erhalten hier eine besondere Unterstützung. Die Lehrkräfte verwirklichen die Erlebnispädagogik u. a. durch den Aufenthalt im österreichischen Schloss Klaus, wo die Klassen während ihres einwöchigen Schullandheimaufenthaltes durch herausfordernde Grenzerfahrungen (Übernachtung im Freien, Klettergarten, Überquerung eines Flusses usw.) geführt werden und dadurch lernen können, zusammenzustehen und einander zu vertrauen.

### Berufswegeplanung

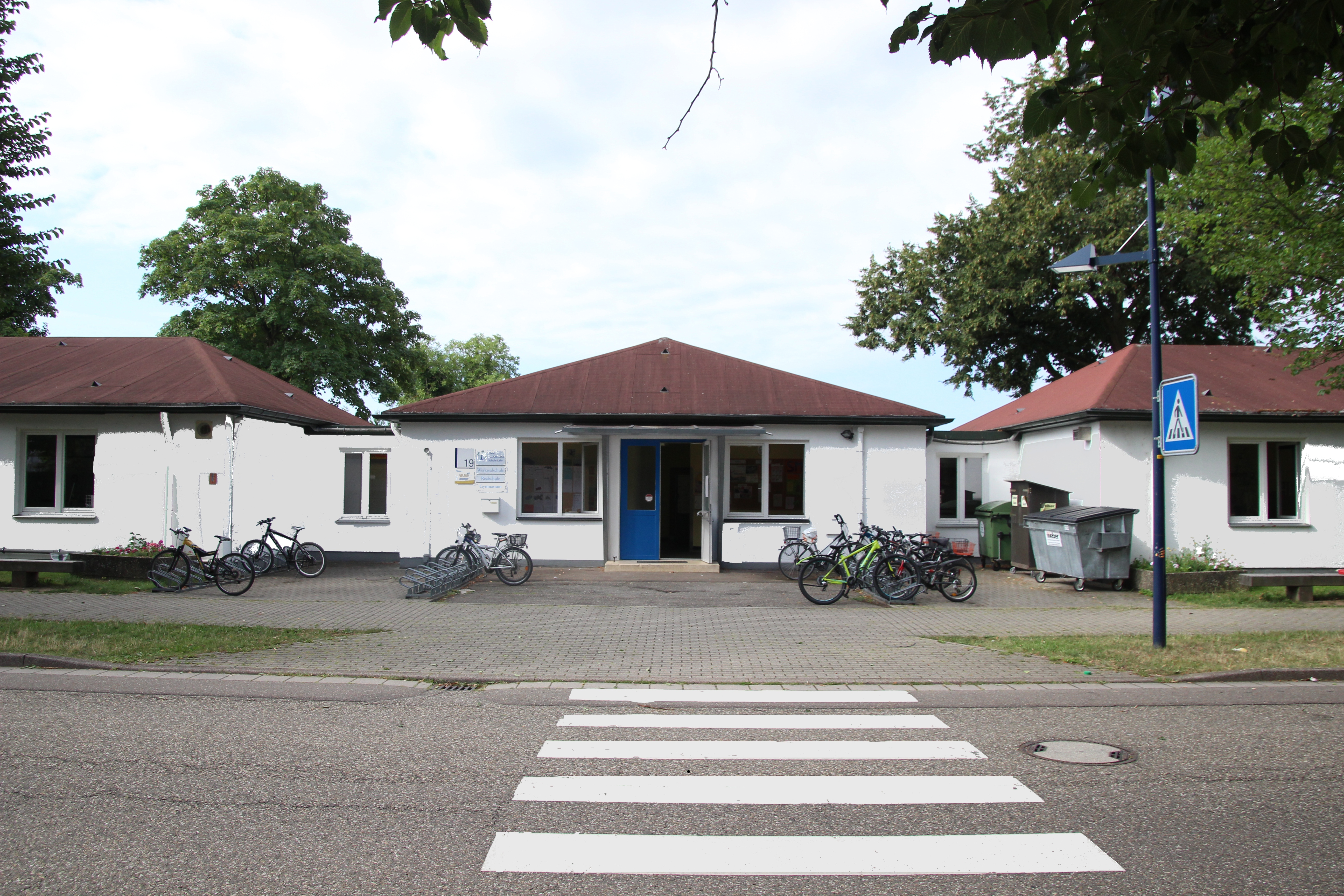
Hauptgebäude der FES

Im Rahmen der Berufswegeplanung unterstützt die FES die Schüler dabei, den Ausbildungsweg zu gehen, der zu ihnen passt und auf dem sie Kompetenzen investieren und entfalten können. Die Schule ermöglicht den Jugendlichen einen tieferen Einblick in Ausbildungsgänge und Berufsfelder und sie ermutigt auf dieser Grundlage ihre Berufswünsche zu reflektieren. Um diese Ziele zu erreichen, wurde neben verschiedensten Aktivitäten, das Folgende fest verankert:
- Praktika in Klassen 7 und 8;
- Enge Zusammenarbeit mit der Agentur für Arbeit und individuelle Beratung an der Schule durch die Berufsberater;
- Besuch von Berufsinfomessen in der Region (BIM in Offenburg, Beruf & Co in Lahr, Infotag Bauausbildung in Bühl u. a.);
- Aktionen in Zusammenarbeit mit den Bildungspartnern aus der Wirtschaft;
- Interne Berufsinfomesse mit Betrieben aus der Region auf dem Schulgelände.[18]

### Aktionen
Im Rahmen des sozialen Engagements „Weihnachten im Schuhkarton“ haben sich die Schüler der Klasse W 9 entschlossen mitzuhelfen, einigen Kinder in Rumänien ein Weihnachtspäckchen zukommen zu lassen. Die Pakete werden Ende November nach Rumänien gebracht und dort vor Ort mit ehrenamtlichen Mitarbeitern des Christlichen Zentrums Oltenien und anderen freiwilligen Helfern an die Kinder weitergeben.

## Realschule
Die Realschule der FES vermittelt eine vertiefte und erweiterte Allgemeinbildung. Englisch ist erste Fremdsprache (ab Klasse 5). Neben Technik und dem Fach „Mensch und Umwelt“ ist Französisch ein Wahlpflichtfach ab Klasse 7. Der mittlere Bildungsabschluss schafft die Voraussetzungen für Berufe mit gehobenem Anspruch an Leistungsbereitschaft, Selbstständigkeit und Verantwortung oder für aufbauende schulische Bildungswege bis zur Hochschulreife. Lebenszuversicht und Friedensliebe, Beziehungsfähigkeit und Verantwortung sind angestrebte Einstellungen.

### Themenorientierte Projekte
Wie alle Realschulen in Baden-Württemberg sind auch an der FES-Lahr die themenorientierten Projekte wesentlicher Bestandteil des Profils der Realschule. Sie bilden eine eigene Unterrichtskategorie, die in einem speziellen Zeitfenster (OTU-Zeit) zweistündig unterrichtet wird.

## Gymnasium
Der Bildungsplan des Landes Baden-Württemberg, der zum Zentralabitur hinführt, ist auch für die FES Lahr verbindlich. Das Gymnasium der FES Lahr bietet einen sprachlichen und einen naturwissenschaftlichen Zweig. Ab dem Schuljahr 2012/13 wurde der gymnasiale Zug in ein neunjähriges Gymnasium, beginnend mit Klasse 5, umgewandelt. Für alle gilt: Ab Klasse 5 wird die Fremdsprache Englisch unterrichtet, in Klasse 6 kommt wahlweise Latein oder Französisch hinzu. Ab Klasse 8 ermöglicht das Gymnasium der FES den Schülern die Wahl zwischen dem sprachlichen und dem naturwissenschaftlichen Profil: im sprachlichen Zug mit der dritten Fremdsprache (Latein oder Französisch – je nach Wahl in Klasse 6) und im naturwissenschaftlichen Zug mit dem Profilfach NwT (Naturwissenschaft und Technik). Kompetenz ist mit der Bildungsplan-Reform 2004 zu einem zentralen Begriff der Schule ganz allgemein geworden. Über die Wissensinhalte hinaus umfasst er auch Fähigkeiten und Fertigkeiten, um Situationen und Aufgaben bewältigen zu können. Im Gymnasium der FES Lahr wird der sozialen Kompetenz (z. B. Teamfähigkeit) neben der fachlichen Kompetenz (z. B. Umgang mit modernen Medien, Fähigkeit zur Präsentation selbst erarbeiteter Themen, strukturiertem Lernen) ein hoher Stellenwert zugemessen.

### Berufsorientierung
Um dem Anspruch einer effektiven Studien- und Berufsorientierung gerecht zu werden, bietet die FES u. a. folgende Hilfestellungen an:
- eine Lehrkraft als direkter Ansprechpartner für alle Fragen rund um die Studien- und Berufswahl
- Berufseignungstests;
- Bewerbungstraining;
- Vorbereitung der Berufserkundung BOGY;
- Besuch eines Berufe-Marktes (BiZ);
- Vorbereitung auf die Tage der offenen Tür an den Hochschulen in der Region.

### Aktionen
Im Fachunterricht, sowie in fachübergreifenden Projekten, wird eine Verzahnung der theoretischen Inhalte mit praktischen Erfahrungen angestrebt. Deshalb finden auch immer wieder Exkursionen statt, die den Schülern ein Lernen am eigenen Leib oder an konkreten Beispielen ermöglichen, so z. B. Besuch des Planetariums in Freiburg, Besichtigung der Synagoge in Kippenheim, Erkunden der Augusta-Raurica-Siedlung, Besuch von Theatervorstellungen.
Die Projekttage zu Beginn des zweiten Schulhalbjahres ermöglichen es den Schülern, sich inhaltlich und auf kreative Weise mit Themen auseinanderzusetzen, die über die Inhalte des Unterrichts hinausgehen. Das Spektrum reicht von Projekten zu humanitärem Engagement (z. B. Syrien-Projekt, Open Doors) über fachübergreifende Themen (z. B. Wasser-Projekt) bis hin zu musisch-gestalterischen Projekten (z. B. Theater/Anspiele). Am Tag der Offenen Tür werden die größtenteils kreativen Projektergebnisse schließlich der Öffentlichkeit präsentiert.

## Musik in der FES
Die folgenden musikalischen Arbeitsgemeinschaften werden angeboten:
- in der Grundschule: Flötenkreis, Grundschulchor,
- in der Werkreal, Realschule und im Gymnasium: Gitarren-AGs, Streichorchester, Bläserchor, Schulband und Chor (projektweise).[24]

Fünf Schüler der FES Lahr haben den zweiten Platz bei einem Schüler-Song-Contest gewonnen. Der bundesweite Wettbewerb war ausgeschrieben von Roland Rechtsschutz und dem Deutschen Kinderschutzbund. Im Rahmen des bundesweit veranstalteten Schüler-Song-Contests sollten sich die Jugendlichen in einem selbst geschriebenen Song für ihre Rechte einsetzen. Seit 2011 engagiert sich Roland Rechtsschutz gemeinsam mit dem Deutschen Kinderschutzbund für die Rechte von Kindern und Jugendlichen. 2016 haben sie mit der Aktion „Raise Your Voice“ zusammen mit dem Musiker Ado Kojo, Schüler dazu aufgerufen, sich mit dem Thema zu befassen. Die FES-Klasse hat sich mit dem Song Do They Know beteiligt und es im Vorentscheid als einzige Lahrer Schule unter die besten Zehn geschafft.

## Partnerschulen
Seit 2005 ist die FES Lahr im Kontakt zur Amano Christian School (Zambia) und seit 2007 zum Établissement Daniel (Guebwiller in Frankreich). Das Collège Daniel versteht sich als christlich, d. h., dass es auf eine biblische Weltanschauung (biblische Integration in den Unterrichtsfächern), sowie auf die Bildung des Charakters nach christlichem Vorbild Wert legt. Es gehört zwei Verbänden an: der Association of Christians Schools International (ACSI) sowie der Association des Etablissements Scolaires Protestants Evangéliques Francophone (AESPEF). In der Regel wird im 1. Lernjahr jedem französisch lernenden Schüler ein Brieffreund zugewiesen. Darüber hinaus findet alljährlich mindestens ein Treffen statt. Ab der 8. Klasse werden den Schülern deutsch-französische Sprachaufenthalte von mindestens zwei Wochen Dauer angeboten. Die Teilnehmer haben dabei die Möglichkeit, sich einen Einblick in den Schulalltag des Etablissement Daniel sowie in das Alltagsleben der französischen Gastfamilie zu verschaffen. Hierbei wird vor allem die mündliche Sprachkompetenz, aber auch die kulturelle Kompetenz grundsätzlich gefördert.

## FEScript
Der Infobrief der FES Lahr heißt „FEScript“. Diese Schulzeitschrift erscheint dreimal im Jahr, ca. 28-seitig, mit Grußworten, Informationen zu den Profilen, Vorstellung neuer Kollegen, Rückblickartikeln über besondere Ereignisse im Schulleben, Berichte über Klassenaktionen, Arbeitsgemeinschaften, Konzerte, Schulfeste.